# Лужин, Василий Николаевич
Василий Николаевич Лужин (6 ноября 1906 — 26 августа 1955) — конструктор Научно-исследовательского института № 3 Народного комиссариата боеприпасов СССР (Реактивный институт). Один из ведущих разработчиков реактивных снарядов для установки залпового огня М-13 (легендарной «Катюши»). Герой Социалистического Труда.

## Начало работы
Родился в деревне Новодмитриевка Ардатовского уезда Нижегородской губернии (ныне Выксунский городской округ) в семье зажиточного крестьянина. Окончил в Выксе семилетку, затем рабфак в Нижнем Новгороде, затем Московский авиационный институт и был направлен по распределению в конструкторское бюро в Ленинград, затем переехал в город Рыбинск. В апреле 1937 года его перевели в Научно-исследовательский институт №3 Наркомата боеприпасов СССР (ранее он носил название Реактивного научно-исследовательского института). 
Один из ведущих разработчиков реактивных снарядов для установки залпового огня М-13 (впоследствии известной под легендарным названием «Катюша»). Самое грозное наше оружие Второй мировой — плод коллективного труда многих людей, но именно Лужину принадлежали идеи по конструкции снаряда, которые придали ему особые боевые качества и сделали его страшным для врага. 
Летом 1939 года разработка снаряда М-13 была завершена. 
Однако в 1940 году на конструктора поступил донос в НКВД, что он позволяет себе контрреволюционные высказывания, говорит о тяжелом положении крестьян в колхозах, положительно отзывается о репрессированных работниках. По семейной легенде, основанием доноса стало то, что на банкете в московском ресторане разбил портрет Сталина.

## После ареста
Арестован 8 апреля 1940 года, осуждён Особым совещанием НКВД СССР по ст.58 УК РСФСР (контрреволюционная агитация) на 8 лет. Полностью отбыл срок, работая на строительстве железной дороги в Печоре, затем в специальном конструкторском бюро НКВД-МВД СССР при авиационном заводе в Рыбинске.
6 мая 1948 года освобождён по отбытии наказания. Будучи морально надломлен, отказался от попыток найти работу по специальности в Москве, вернулся в Выксу (тогда Горьковской области). Работал на Выксунском заводе дробильно-размольного оборудования в конструкторском бюро. Жил в «доме с колоннами» №33 по улице Красные Зори округа Выкса, на котором в 2015 году открыли мемориальную доску. 
Женился в начале 1950-х годов. В 1955 скоропостижно скончался от инфаркта в Выксе. В 1958 по ходатайству вдовы реабилитирован.

## Реабилитация
В 1991 по инициативе народного депутата СССР от Бауманского территориального избирательного округа № 3 г. Москвы профессора  А. Н. Крайко  присвоено звание Героя Социалистического Труда (Указ Президента СССР от 21 июня 1991 о присвоении звания Героя Социалистического Труда (посмертно) И. Т. Клеймёнову, Г. Э. Лангемаку, В. Н. Лужину, Б. С. Петропавловскому, Б. М. Слонимеру, Н. И. Тихомирову). В 1994 медаль и орден были вручены его вдове Лужиной Екатерине Михайловне. В городе Выкса 23 апреля 2015 года Лужину открыт памятник.